# Eesti Laul
Eesti Laul je každoroční hudební soutěž organizovaná estonskou veřejnoprávní stanicí Eesti Rahvusringhääling (ERR). Vítěz tradičně reprezentuje Estonsko na Eurovision Song Contest. Soutěž byla poprvé uvedena v roce 2009, kdy nahradila festival Eurolaul, který existoval od roku 1993. Jedná se o jeden z nejpopulárnějších programů v Estonsku, kromě televize je vysílán také v rádiu a na internetu. V roce 2025 sledovalo finále průměrně 217 000 diváků.

## Historie
V roce 2011 byla zavedena semifinálová kola, díky kterým se soutěže mohlo zúčastnit více interpretů. Soutěž je známá také díky častému zastoupení alternativních rockových a elektro-popových písní, díky kterým je rozmanitější než ostatní národní kola Eurovision Song Contest, takže je někdy označována jako alternativní Melodifestivalen. Přesunutí finále pořádaného v Saku Suurhall přilákalo do města značný turistický ruch.
V roce 2019 byly zavedeny další úpravy, například rozšíření finále na 12 účastníků a semifinále na 24 interpretů, semifinálová kola se nově konala mimo hlavní město Tallinn. Soutěžící také museli zaplatit účastnický poplatek, který byl pro ty, kteří zpívají v estonštině, snížen na polovinu.
Čtyři vítězové soutěže se na Eurovision Song Contest umístili mezi deseti nejlepšími.

## Formát
Soutěže se účastní dvacet skladeb, které jsou veřejnosti představeny během dvou semifinálových večerů. Z každého kola postupuje do finále pět interpretů. O vítězi se rozhoduje ve dvou kolech – nejprve diváci a porotci zvolí tři nejlepší čísla, ze kterých následně pouze diváci zvolí vítěze.

## Pravidla
Na jevišti smí být během představení nejvýše šest osob, všichni musí zpívat živě. Původně musel každou skladbu napsat výhradně estonský tým, od roku 2017 byla povolena zahraniční spolupráce, Estonci ale stále musejí tvořit minimálně polovinu týmu. Interpreti a skladatelé mohou zpravidla přihlásit do každého ročníku až tři skladby.

## Vítězové
| Rok  | Interpret               | Skladba                                              | Jazyk                 | Výsledek na Eurovizi | Výsledek na Eurovizi | Výsledek na Eurovizi | Výsledek na Eurovizi |
| Rok  | Interpret               | Skladba                                              | Jazyk                 | Finále               | Body                 | Semifinále           | Body                 |
| ---- | ----------------------- | ---------------------------------------------------- | --------------------- | -------------------- | -------------------- | -------------------- | -------------------- |
| 2009 | Urban Symphony          | „Rändajad“                                           | estonština            | 6.                   | 129                  | 3.                   | 115                  |
| 2010 | Malcolm Lincoln         | „Siren“                                              | angličtina            | nepostup             | nepostup             | 14.                  | 39                   |
| 2011 | Getter Jaani            | „Rockefeller Street“                                 | angličtina            | 24.                  | 44                   | 9.                   | 60                   |
| 2012 | Ott Lepland             | „Kuula“                                              | estonština            | 6.                   | 120                  | 4.                   | 100                  |
| 2013 | Birgit Õigemeel         | „Et uus saaks alguse“                                | estonština            | 20.                  | 19                   | 10.                  | 52                   |
| 2014 | Tanja                   | „Amazing“                                            | angličtina            | nepostup             | nepostup             | 12.                  | 36                   |
| 2015 | Elina Born a Stig Rästa | „Goodbye to Yesterday“                               | angličtina            | 7.                   | 106                  | 3.                   | 105                  |
| 2016 | Jüri Pootsmann          | „Play“                                               | angličtina            | nepostup             | nepostup             | 18.                  | 24                   |
| 2017 | Koit Toome a Laura      | „Verona“                                             | angličtina            | nepostup             | nepostup             | 14.                  | 85                   |
| 2018 | Elina Nechayeva         | „La forza“                                           | italština             | 8.                   | 245                  | 5.                   | 201                  |
| 2019 | Victor Crone            | „Storm“                                              | angličtina            | 20.                  | 76                   | 4.                   | 198                  |
| 2020 | Uku Suviste             | „What Love Is“                                       | angličtina            | ročník zrušen        | ročník zrušen        | ročník zrušen        | ročník zrušen        |
| 2021 | Uku Suviste             | „The Lucky One“                                      | angličtina            | nepostup             | nepostup             | 13.                  | 58                   |
| 2022 | Stefan                  | „Hope“                                               | angličtina            | 13.                  | 141                  | 5.                   | 209                  |
| 2023 | Alika                   | „Bridges“                                            | angličtina            | 8.                   | 168                  | 10.                  | 74                   |
| 2024 | 5miinust a Puuluup      | „(Nendest) narkootikumidest ei tea me (küll) midagi“ | estonština            | 20.                  | 37                   | 6.                   | 79                   |
| 2025 | Tommy Cash              | „Espresso macchiato“                                 | italština, angličtina | bude oznámeno        | bude oznámeno        | bude oznámeno        | bude oznámeno        |